# Joachim Bony
Pour les articles homonymes, voir Bony (homonymie).
Joachim Bony  (né le 12 décembre 1927 à Grand-Bassam, mort le 12 août 2014 à Abidjan) est un universitaire et homme politique ivoirien.

## Formation
Joachim Bony est le fils de Casimir Bogui Bony, mécanicien et Ezro, femme au foyer. Il est originaire du village de Ahua, dans la sous-préfecture de Jacqueville.
Après ses études primaires à Grand-Bassam, Joachim Bony commence son secondaire à Dakar, au lycée Van Vollenhoven. En 1946, il fait partie des premiers boursiers de Côte d'Ivoire en France. Il figure ainsi parmi les ainés des "Compagnon de l'Aventure 46". Il passe ses deux baccalauréats (première et terminale) au lycée Mistral d'Avignon et obtient sa licence ès lettres à l'Académie de Lyon, devenant ainsi le premier licencié ès lettres de Côte d'Ivoire. Il obtient le certificat d'aptitude au professorat de l'enseignement du second degré (CAPES), option histoire-géographie en 1956. C'est le premier Ivoirien titulaire d'un CAPES d'histoire. Docteur d'État ès lettres et sciences humaines de l'université Paris 1, Panthéon-Sorbonne, Joachim Bony soutient sa thèse en histoire contemporaine, le 14 juin 1980, consacré à "La Côte d'Ivoire sous la colonisation française et le prélude à l'émancipation, 1929-1947. Genèse d'une nation", 3 tomes, 1514 p., sous la direction du Professeur Yves Person. En 1988, il prend sa retraite universitaire avec le grade de maître de conférences à l'université d'Abidjan.

## Carrière
Fonctionnaire de l'Éducation nationale en France, Joachim Bony est professeur stagiaire du Centre pédagogique régional de Lille, puis est détaché en Côte d'Ivoire en 1958. Affecté comme principal au collège du Plateau, il se retrouve comme second censeur et enseignant au lycée classique d'Abidjan ; il est nommé ministre de l'Éducation nationale dans le second gouvernement de Félix Houphouët-Boigny formé le 30 avril 1959, puis ministre de l'Éducation nationale, chargé de l'Enseignement technique, de la Jeunesse et des Sports dans le premier gouvernement de la Côte d'Ivoire indépendante, formé le 3 janvier 1961, jusqu'au 13 janvier 1963. Il a, avec Mathieu Ekra collaboré à l'hymne de la Côte d’Ivoire, l'Abidjanaise, écrit en 1960, par l'abbé Pierre-Marie Coty. Joachim Bony exerce, parallèlement à ses activités gouvernementales, les fonctions de rédacteur en chef de l'hebdomadaire Fraternité Hebdo, organe officiel du Parti démocratique de Côte d'Ivoire (PDCI-RDA). En janvier 1963, il est, avec Charles Bauza Donwahi, ministre de l'Agriculture et Amadou Koné, ministre de la Santé et fondateur des JRDA-CI, l'un des trois ministres relevés de leur fonction puis emprisonnés à la prison spéciale d'Assabou à Yamoussoukro, construite pour accueillir les "comploteurs". Au cours du procès tenu à Yamoussoukro, la Cour de sûreté de l'État juge 96 inculpés, dont le Président de la Cour Suprême Ernest Boka (mort en captivité), le ministre de la Justice Germain Coffi Gadeau, celui de l'Information, Amadou Thiam, le ministre de la Défense, Jean Konan Banny et prononce six condamnations à mort. Il figure parmi les derniers prisonniers politiques libérés en 1966.
En novembre 1966, Joachim Bony est détaché à l’Institut d’Ethno - Sociologie de l'université d’Abidjan, en qualité de chargé de recherche. Il enseigne ensuite à la faculté de lettres et sciences humaines de l’université d’Abidjan en qualité de maître assistant. Il réintègre le département d'histoire de l'université d'Abidjan et contribue à créer l'Institut d'Histoire, d'Art et d'Archéologie Africains (IHAAA), dont il assure la direction de 1969 à 1982. Puis il se consacre à l'administration universitaire comme premier directeur ivoirien du Centre national des œuvres universitaires.
En 1994, il est nommé président du conseil d'administration de la Radiodiffusion télévision ivoirienne.
Fondateur, en 1973, du premier lycée d’enseignement général privé laïc de la commune de Yopougon, le collège SEPI, il en assure la présidence du conseil d'administration jusqu'en 2014. Il est membre d’honneur de la Fédération nationale des établissements privés laïcs de Côte d’Ivoire (FENEPLACI). Il est à l’origine de la construction du lycée municipal de Jacqueville.
Membre de l'Académie pontificale des sciences sociales de 1994 à 2004, sous le pontificat du pape Jean-Paul II, il a fait partie du comité scientifique de l’Organisation des Nations Unies pour l’Éducation, la Science et la Culture (UNESCO). Il a également assuré la présidence de la Concertation nationale sur l'éducation en Côte d’Ivoire, ainsi que la responsabilité scientifique du Comité national de médiation du Forum national de réconciliation nationale.
À l’initiative et sur proposition de chefs de village du pays Alladian, Joachim Bony est intronisé cinquième Yrumanin (chef spirituel) du peuple alladian, le 16 décembre 2006, après une cérémonie d’investiture le 29 septembre 2001.
En 1994, il est nommé Secrétaire général de la Fondation Félix Houphouët-Boigny pour la recherche de la paix de Yamoussoukro. Fonction qu'il occupe jusqu'à son décès.
Militant actif du PDCI - RDA, ancien Président du comité de coordination du conseil politique du PDCI-RDA, il a été membre du conseil politique et du comité des sages du PDCI-RDA, et deux fois député au Parlement de la circonscription de Jacqueville.

## Décorations
Joachim Bony est titulaire de plusieurs décorations nationales et étrangères : Grand Officier de l’Ordre National de Côte d’Ivoire, Grand Officier de l’Ordre de la Rédemption du Libéria ; Chevalier de l’Ordre National de la République Gabonaise ; Commandeur de l’Ordre National du Mérite Français; Commandeur de l’Ordre de l’Éducation nationale de Côte d’Ivoire ; Commandeur de l’Ordre du Mérite Sportif de Côte d’Ivoire, Commandeur de l’Ordre du Mérite Culturel de Côte d’Ivoire, Officier des Arts et Lettres de la République française. Grand Officier de l’Ordre du Bélier du Parti Démocratique de Côte d'Ivoire (PDCI - RDA).